# Scream (singolo Tokio Hotel)
Scream è il singolo d'esordio per il mercato di Canada e USA ed è stato pubblicato l'11 dicembre 2007, dei Tokio Hotel. Ha riscosso un ottimo successo in entrambi i paesi facendo da apripista all'album Scream che ha riscosso anch'esso un ottimo successo. Il singolo non è stato pubblicato in Europa.

## Tracce
1. Scream
2. Ready, Set, Go! (Remix Version)
3. 1000 Oceans